# Saint-Florentin (Yonne)
|  | Per a altres significats, vegeu «cantó de Saint-Florentin». |

Saint-Florentin és un municipi francès al departament del Yonne i a la regió de Borgonya - Franc Comtat. L'any 2007 tenia 4.993 habitants.

## Demografia

### Població
El 2007 la població de fet de Saint-Florentin era de 4.993 persones. Hi havia 2.039 famílies, de les quals 745 eren unipersonals (265 homes vivint sols i 480 dones vivint soles), 561 parelles sense fills, 579 parelles amb fills i 154 famílies monoparentals amb fills.
La població ha evolucionat segons el següent gràfic:

### Habitatges
El 2007 hi havia 2.450 habitatges, 2.093 eren l'habitatge principal de la família, 69 eren segones residències i 288 estaven desocupats. 1.371 eren cases i 1.064 eren apartaments. Dels 2.093 habitatges principals, 1.040 estaven ocupats pels seus propietaris, 991 estaven llogats i ocupats pels llogaters i 62 estaven cedits a títol gratuït; 79 tenien una cambra, 258 en tenien dues, 588 en tenien tres, 600 en tenien quatre i 568 en tenien cinc o més. 1.169 habitatges disposaven pel capbaix d'una plaça de pàrquing. A 1.027 habitatges hi havia un automòbil i a 527 n'hi havia dos o més.

### Piràmide de població
La piràmide de població per edats i sexe el 2009 era:
| Homes | Edats   | Dones |
| ----- | ------- | ----- |
| 4     | 95 o +  | 28    |
| 16    | 90 a 94 | 36    |
| 16    | 85 a 89 | 68    |
| 28    | 80 a 84 | 88    |
| 104   | 75 a 79 | 104   |
| 124   | 70 a 74 | 156   |
| 148   | 65 a 69 | 160   |
| 96    | 60 a 64 | 148   |
| 168   | 55 a 59 | 156   |
| 160   | 50 a 54 | 184   |
| 200   | 45 a 49 | 176   |
| 128   | 40 a 44 | 176   |
| 136   | 35 a 39 | 192   |
| 244   | 30 a 34 | 188   |
| 200   | 25 a 29 | 196   |
| 172   | 20 a 24 | 116   |
| 172   | 15 a 19 | 208   |
| 240   | 10 a 14 | 180   |
| 208   | 5 a 9   | 192   |
| 172   | 0 a 4   | 156   |

## Economia
El 2007 la població en edat de treballar era de 3.028 persones, 1.921 eren actives i 1.107 eren inactives. De les 1.921 persones actives 1.566 estaven ocupades (906 homes i 660 dones) i 355 estaven aturades (179 homes i 176 dones). De les 1.107 persones inactives 255 estaven jubilades, 305 estaven estudiant i 547 estaven classificades com a «altres inactius».

### Ingressos
El 2009 a Saint-Florentin hi havia 2.111 unitats fiscals que integraven 4.956 persones, la mediana anual d'ingressos fiscals per persona era de 13.722 €.

### Activitats econòmiques
Dels 308 establiments que hi havia el 2007, 5 eren d'empreses extractives, 10 d'empreses alimentàries, 4 d'empreses de fabricació de material elèctric, 14 d'empreses de fabricació d'altres productes industrials, 21 d'empreses de construcció, 100 d'empreses de comerç i reparació d'automòbils, 9 d'empreses de transport, 10 d'empreses d'hostatgeria i restauració, 3 d'empreses d'informació i comunicació, 21 d'empreses financeres, 17 d'empreses immobiliàries, 36 d'empreses de serveis, 37 d'entitats de l'administració pública i 21 d'empreses classificades com a «altres activitats de serveis».
Dels 70 establiments de servei als particulars que hi havia el 2009, 1 era una oficina d'administració d'Hisenda pública, 1 gendarmeria, 1 oficina de correu, 9 oficines bancàries, 7 tallers de reparació d'automòbils i de material agrícola, 3 tallers d'inspecció tècnica de vehicles, 2 autoescoles, 8 paletes, 1 guixaire pintor, 1 fusteria, 5 lampisteries, 1 electricista, 1 empresa de construcció, 9 perruqueries, 1 veterinari, 2 agències de treball temporal, 7 restaurants, 5 agències immobiliàries, 3 tintoreries i 2 salons de bellesa.
Dels 49 establiments comercials que hi havia el 2009, 4 eren supermercats, 1 un supermercat, 1 una gran superfície de material de bricolatge, 2 botiges de menys de 120 m², 5 fleques, 8 carnisseries, 2 llibreries, 4 botigues de roba, 3 botigues d'equipament de la llar, 1 una botiga d'equipament de la llar, 5 botigues d'electrodomèstics, 2 botigues de mobles, 3 botigues de material esportiu, 2 drogueries, 1 un drogueria, 2 joieries i 3 floristeries.
L'any 2000 a Saint-Florentin hi havia 22 explotacions agrícoles que ocupaven un total de 1.392 hectàrees.

## Equipaments sanitaris i escolars
El 2009 hi havia 1 psiquiàtric, 4 farmàcies i 4 ambulàncies.
El 2009 hi havia 3 escoles maternals i 2 escoles elementals. Saint-Florentin disposava d'un col·legi d'educació secundària amb 519 alumnes.

## Poblacions properes
El següent diagrama mostra les poblacions més properes.